# Last Girl on Earth Tour
Die Last Girl on Earth Tour war die dritte weltweite Tournee der barbadischen Sängerin Rihanna, die in Europa, Asien, Nordamerika und Australien stattfand.
Die Tour unterstützte ihr viertes Studio-Album, Rated R und war durch MTV News im Dezember 2009 angekündigt worden. Pixie Lott, Tinchy Stryder und Tinie Tempah erschienen als Vorgruppe während der europäischen Konzerte, Kesha und Travie McCoy während der nordamerikanischen Konzerte.

## Hintergrund

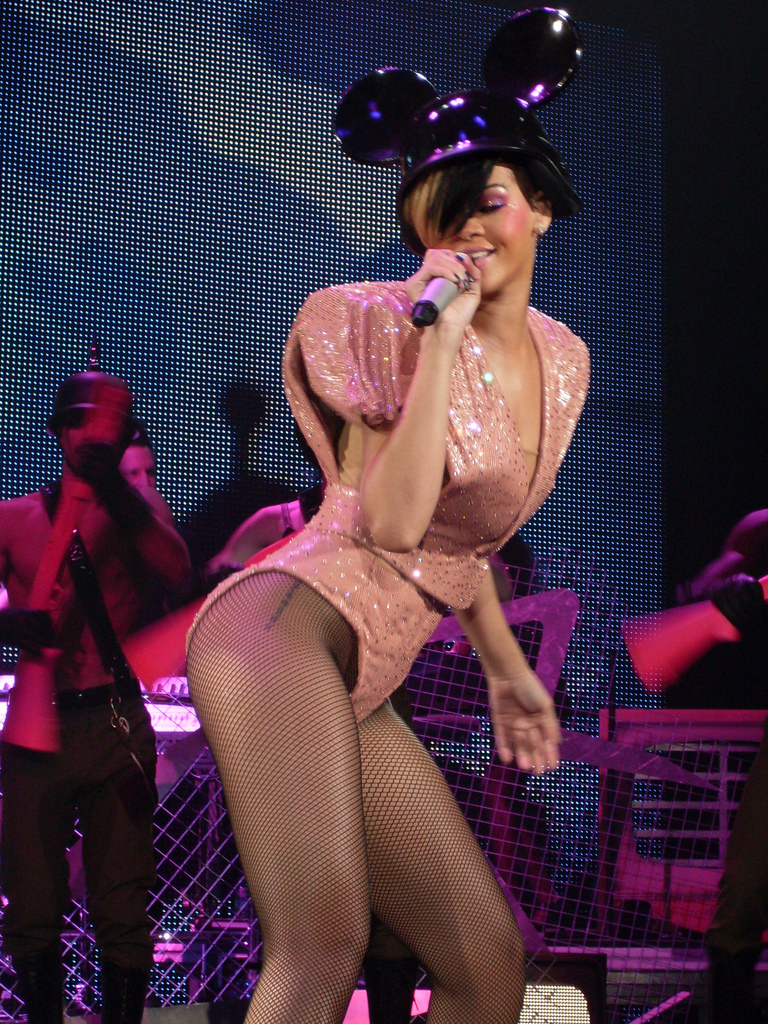
Rihanna singt Hard mit ihrem Micky-Maus-Helm.

In einem Interview mit Entertainment Tonight erklärte Rihanna den Tour-Titel: „Ich denke über mich als ‚Das letzte Mädchen auf Erden‘ nach, weil die Leute manchmal Entscheidungen über die Ansichten anderer machen und, weißt du, mein Leben ist mein Leben. Es ist meine Welt. Und ich … lebe wie ich will.“ In einem Interview mit MTV erklärte sie: „Wir kommen mit unterschiedlichen Ideen und coolen Dingen. Wir wollen Dinge tun, die wir noch nie zuvor gewagt haben“ und „Es erwarten euch einige sexy Überraschungen, wenn ich nach Großbritannien kommen werde“.
Die Tour wurde offiziell am 9. Dezember 2009 angekündigt, während der Dreharbeiten zu dem Musikvideo von Hard. Zudem kündigte man auf der offiziellen Website ein paar Termine für die europäischen Etappen an. Pixie Lott wurde als Vorgruppe für die Konzerte in Großbritannien zusammen mit Last-Minute-Additionen von Tinchy Stryder und Tinie Tempah ausgesucht.
Während der Proben für die Tour nahm Rihanna auch Schlagzeugunterricht von Travis Barker. Das Gelernte nutzte sie später für die Coverversion des Songs The Glamorous Life (im Original von Sheila E).
Im April 2010 wurden die nordamerikanischen Termine für die Tour bekanntgegeben. Obwohl die Rapperin Nicki Minaj ursprünglich als Vorgruppe geplant war, zog sie die Arbeit an ihrem Debüt-Album vor.
Im März 2010 berichteten Israelische Zeitungen, dass Rihanna im Bloomfield-Stadion in Tel Aviv am 30. Mai 2010 auftreten wird. Das Konzert wurde von Orange RockCorps gesponsert. Diese Organisation ermöglicht es denjenigen, die freiwillig in ihrer Community für mindestens vier Stunden helfen, kostenlos das Konzert zu besuchen. Später kündigte Rihanna an sie wird sich den Freiwilligen vor dem Konzert anschließen, um lokale Arbeit in der Community zu tun.

### Entwicklung

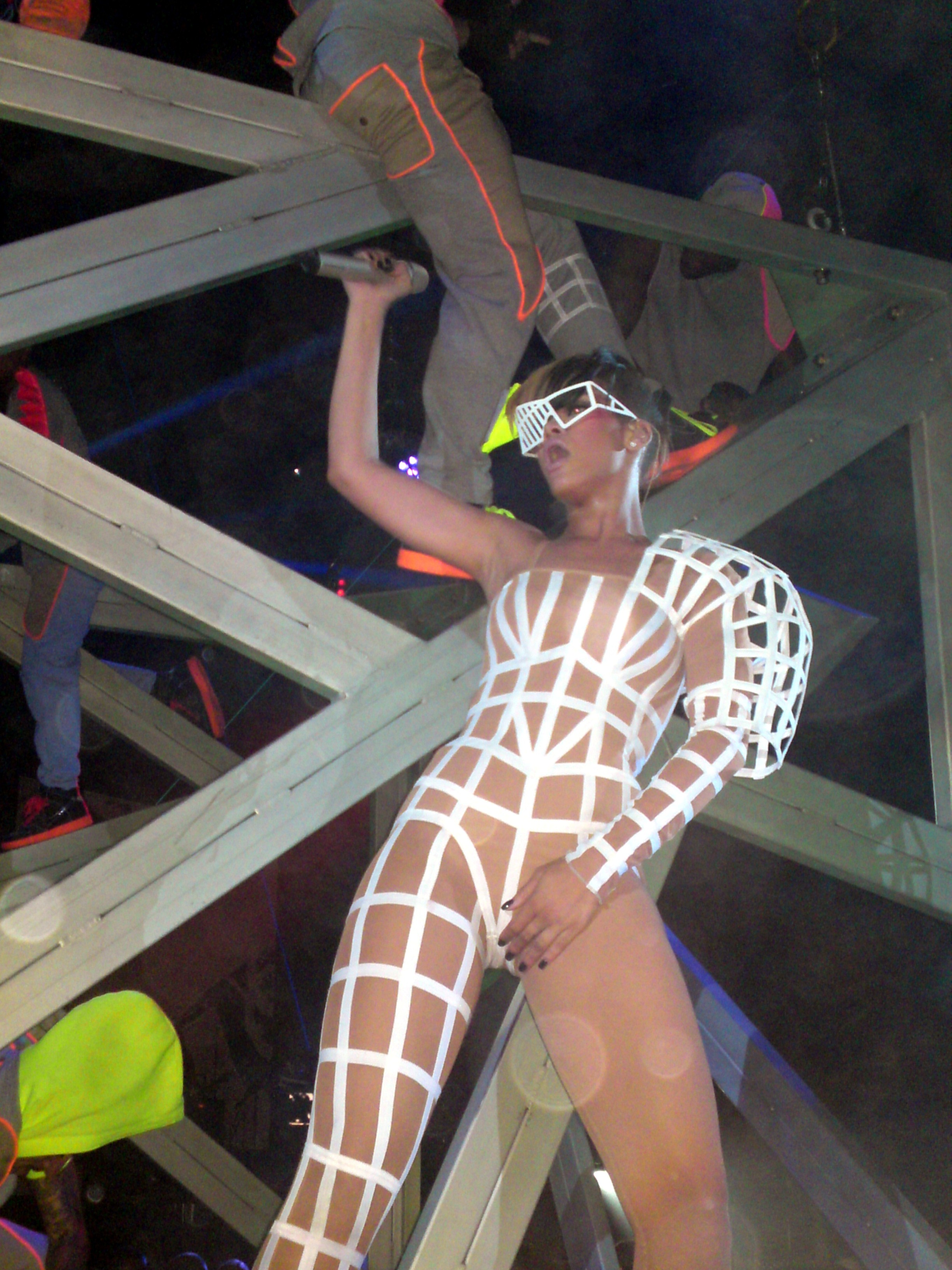
Rihanna singt Don’t Stop the Music.

In einem Interview mit AOL äußerte Rihanna, dass die Fans eine große Erwartung im Vergleich zu ihren früheren Touren haben sollen. Sie kommentierte: „Wir hatten noch nie eine Tour mit diesen Kapazitäten. Die Produktion ist unglaublich … Optisch und klanglich geht es um einen großen Schritt im Vergleich zum letzten Mal. Wir werden immer weiter wachsen und dieses Mal ist es eine massive Produktion, die ich kaum erwarten kann.“
Die Tour wurde von Jamie King ausgerichtet, der zuvor schon mit Madonna, Britney Spears und Avril Lavigne zusammenarbeitete. Tina Landon, die schon mit Janet Jackson gearbeitet hat, war als Choreograph angestellt. Der Creative Director für die Tour war Simon Henwood, der auch der Creative Director ihres Albums Rated R ist. Henwood erklärte: „Wir sprach über Monate ausführlich vor der Veröffentlichung des Albums, und hatten jeden Aspekt der Kampagne – vom Styling, der Ideen, der Bühne und der Visuals im Blick […]. Es ist eine großartige Geschichte, die durch die Kampagne entfaltet wird und sich schließlich auf der Tour zeigen wird. Teilweise auch durch den Film Der Omega-Mann …“
Der Gitarrist Nuno Bettencourt zeichnete für die Führung der Band verantwortlich.

### Vorfälle
Am 19. April 2010 machte Rihanna Schlagzeilen, als sie wegen einer verletzten Rippe nach ihrem Auftritt in Zürich ins Krankenhaus musste. Alenka Ambroz, Leiter der Klinik Corporate Communications, sagte: „Rihanna kam nach dem Unfall zu uns ins Krankenhaus. Wir geben keine genaueren Details bekannt.“ Rihanna war aber dennoch in der Lage, bei der nächsten Show am 20. April in Lyon, Frankreich aufzutreten.

### Outfits
Obwohl einige Outfits während der gesamten Tour geändert wurden, wurden diese Kostüme für die meisten Aufführungen in Europa/Asien und Nordamerika getragen:

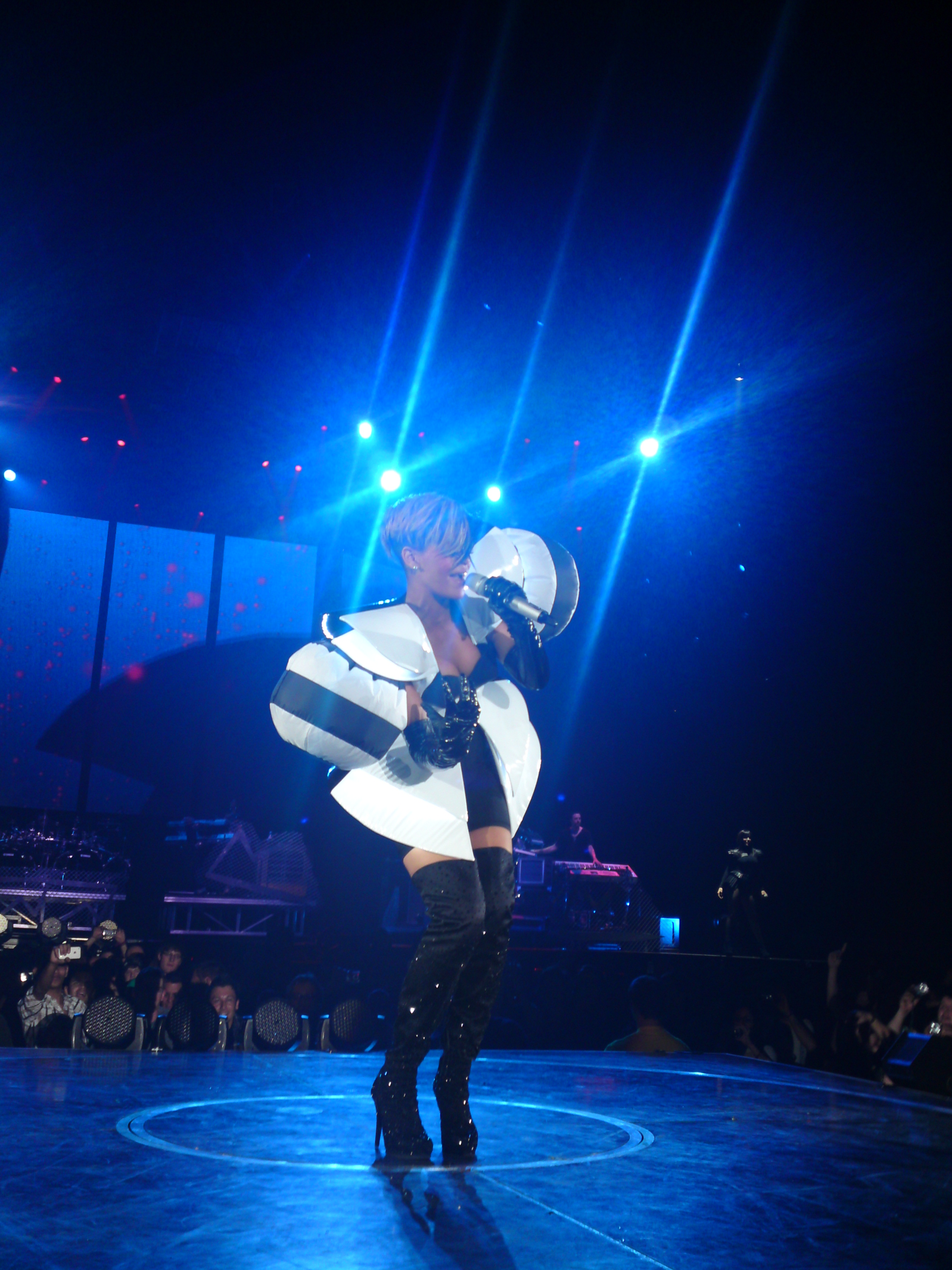
Rihanna singt Umbrella in Zürich.

- Das erste der sieben Outfits ist ein langes schwarzes Kleid, das den größten Teil des Körpers mit roten LED-Lichtern abdeckt. Dieses Kleid wurde von Alexandre Vauthier, Moritz Waldemeyer, Tom Bennelick und Christophe Arnaudin angefertigt.
- Das zweite Outfit wird als Nude Body bezeichnet, wegen seiner rosa Hautfarbe. Es ist ein rosa Trikot und Gurt mit Schulterpolstern, die mit Swarovski-Kristallen verziert sind. Zusätzlich zu diesem Outfit ein Paar schwarze Stiefel, die von Stuart Weitzman entworfen wurden. Dieses Kleid wurde von Michael Schmidt, Erin Hirsh und Mariel Hänni erstellt.
- Das dritte Outfit ist ein schwarzer Latex-Body mit großen Diamanten Schulterpolstern von der linken Schulter über die Brust zur rechten Schulter reichend. Ein großer schwarzer Umhang ist aus den Pads bis zum Boden gegeben. Unter dem Outfit trägt Rihanna einen Anzug der in Hautfarbe ist, bei dem es auf den ersten Blick aussieht, als ob sie halb nackt wäre. Dieses Outfit wurde vom eigenen Team von Rihanna’s Stylisten Mariel Hänni und Robert Zangardi erstellt.
- Das vierte Outfit ist als Theater Bühnen Kleid zu bezeichnen. Es ist also einfach, weil das Kleid während des Theater Bühnenbilds des Konzerts getragen wird und daher auch so benannt wurde. Das Outfit ist ein schwarzer Anzug. Die linke Hälfte bedeckt ein schwarzer Mantel die Taille und auf der rechten Schulter bedeckt ein Blumen-Schulterpolster aus langem schwarzem glitzerndem Material die Schulter. Dieses Kleid wurde einmal mehr durch ihre Stylisten Mariel Hänni und Robert Zangardi erstellt.
- Das fünfte Outfit besteht aus einem Hautfarbenden Ganzkörper-Anzug mit weißen Streifen, die wie Tapes aussehen und um den ganzen Körper gehen. Das linke Bein ist kahl, aber das Recht setzt dieses Muster bis zu ihren hohen Absätzen fort, die das gleiche Muster haben. Darüber hinaus gibt es ein 3D-Schulterpolster, das von der Schulter bis zum Ellenbogen aus dem gleichen Tape-Muster besteht. Dieses Outfit wurde von Mariel Hänni und Robert Zangardi erstellt.
- Das sechste Outfit ist ein einfacher schwarzer BH und eine schwarze Leggings. Der BH ist um den Körper gedehnt und mit zwei Stücken Klettband an der Leggins befestigt. Das Outfit ist mit schwarzen zehn Zentimeter High Heels und schwarzen Lederhandschuhen, die kurz hinter den Ellbogen abschließen, fertig. Dieses wurde von Mariel Hänni und Robert Zangardi erstellt.
- Das siebte und letzte Outfit, bezeichnet als Zugabe Outfit, ist ein Mantel, der über den BH und die Leggings getragen wird. Es ist ein weißes Kleid aus Leder, das Neonlicht in den großen Schulterpolstern und dem Rock trägt. Das Kleid wechselt während des Auftritts seine Gestalt. Durch eine Schnur werden manuell zwei Luftpolster unter den Schulterpolstern geöffnet. Sie tragen die Farben Schwarz und Weiß gestreift. Dieses Kleid wurde von Mariel Hänni und Robert Zangardi erstellt.

### Australien-Etappe
Die australische Etappe der Last Girl on Earth Tour startete am 25. Februar 2011. Einige Änderungen wurden an diesem Teil der Tournee gemacht. Die Setlist wurde geändert und weitere Songs von Rihannas fünften Studioalbum Loud wurden hinzugefügt. Die Songs waren S&M, What’s My Name?, Only Girl (In the World) und Love the Way You Lie (Part II). Dafür wurden die Songs Russian Roulette, Rehab und Stupid in Love von der ursprünglichen Setlist genommen. Die Bühne war die gleiche mit dem üblichen Laufsteg. Aber der Kreis am Ende des Laufstegs war kleiner. Das Intro war weiterhin Mad House als Video-Opener, aber dieses Mal startete Rihanna mit dem Dance Song Only Girl anstelle von Russian Roulette. Über den Auftakt in Brisbane wurde von einem „vollen Haus“ erzählt und gemäß den Quellen der Show war sie „absolut atemberaubend mit ausgezeichneten Leistungen und visuellen Effekten“.

## Vorgruppen
- Vitaa (Frankreich)[16]
- Pixie Lott (Großbritannien) (select dates)[6][7]
- Tinchy Stryder (London)[7]
- Tinie Tempah (London) (zweites Datum) (Glasgow) (erstes Datum)[7]
- Houston Project (Israel)[17]
- Vegas (Griechenland)[18]
- Kesha (Nordamerika)[19]
- Travie McCoy (Nordamerika) (bestimmte Daten)[20]
- DJ Ross Rosco (Syracuse, NY)[21]
- J Brazil (Syracuse, NY)[22]
- Calvin Harris (Australien)[23]
- Far East Movement (Australien)[24]

## Songs
Die folgenden Listen sind die Songauswahl, der Konzerte aus Antwerpen, Arnheim, Penticion und Brisbane.
| Europa/Asien | Nordamerika | Australien |
| --- | --- | --- |
| 1. Mad House (Video Intro) 2. Russian Roulette¹ 3. Hard 4. Shut Up and Drive 5. Fire Bomb 6. Disturbia 7. Welcome To Rihanna’s World (Video Einspieler) (enthält Inhalte von Question Existing) 8. Rockstar 101 9. Rude Boy 10. Wonderwall¹ 11. Hate That I Love You 12. Rehab 13. Can You Hear Us? (Video Einspieler) (enthält Inhalte von Photographs) 14. Unfaithful 15. Stupid in Love 16. Te Amo 17. Photographs¹ 18. Unbetitelt III (Video Einspieler) (enthält Inhalte von Pon de Replay und Don’t Stop the Music) 19. Don’t Stop the Music 20. Breakin’ Dishes 21. The Glamorous Life 22. Let Me 23. SOS 24. Take a Bow 25. Rihanna Rebuilt (Video Einspieler) (enthält Inhalte von SOS, Disturbia und Unfaithful) 26. Wait Your Turn 27. Live Your Life 28. Run This Town 29. Umbrella ¹Nur an bestimmten Daten gespielt | 1. Mad House (Video Intro) 2. Russian Roulette 3. Hard 4. Shut Up and Drive 5. Fire Bomb 6. Disturbia 7. Welcome To Rihanna’s World (Video Einspieler) (enthält Inhalte von Question Existing) 8. Rockstar 101 9. Rude Boy 10. Wonderwall ¹ 11. Medley: 1. Love the Way You Lie 2. Airplanes 3. Hate That I Love You 12. Rehab 13. Can You Hear Us? (Video Einspieler) (enthält Inhalte von Photographs) 14. Unfaithful 15. Stupid in Love 16. Te Amo 17. Unbetitelt III (Video Einspieler) (enthält Inhalte von Pon de Replay und Don’t Stop the Music) 18. Don’t Stop the Music 19. Breakin’ Dishes 20. The Glamorous Life 21. Let Me 22. SOS 23. Take a Bow 24. Rihanna Rebuilt (Video Einspieler) (enthält Inhalte von SOS, Disturbia und Unfaithful) 25. Wait Your Turn 26. Live Your Life 27. Run This Town 28. Umbrella | 1. Mad House (Video Intro) 2. Only Girl (In the World) 3. Hard 4. Shut Up and Drive 5. Fire Bomb 6. Disturbia 7. Welcome To Rihanna’s World (Video Einspieler) (enthält Inhalte von Question Existing) 8. Rockstar 101 9. S&M 10. Rude Boy 11. Hate That I Love You 12. Love the Way You Lie (Part II) 13. Can You Hear Us? (Video Einspieler) (enthält Inhalte von Photographs) 14. Unfaithful 15. Te Amo 16. What’s My Name? 17. Unbetitelt III (Video Einspieler) (enthält Inhalte von Pon de Replay und Don’t Stop the Music) 18. Don’t Stop the Music 19. Breakin’ Dishes 20. The Glamorous Life 21. Let Me 22. SOS 23. Take a Bow 24. Rihanna Rebuilt (Video Einspieler) (enthält Inhalte von SOS, Disturbia und Unfaithful) 25. Wait Your Turn 26. Live Your Life 27. Run This Town 28. Umbrella |

### Sonstiges
- Russian Roulette wurde nicht auf den Konzerten in Israel, Griechenland, Türkei und Spanien gespielt.
- Photographs wurde nach der Aufführung am GelreDome XS in Arnheim, Niederlande, von der europäischen Set-Liste gestrichen.
- Am 21. Juli 2010, bei dem Konzert im Staples Center in Los Angeles, traten Rihanna und Eminem zusammen auf, um Love the Way You Lie gemeinsam zu singen.[29]
- Take a Bow und Wonderwall wurden nicht während des Konzertes in Laredo, Texas, aufgeführt.
- Am 25. Juli 2010 in San Antonio, am 30. Juli 2010 in Tampa, am 31. Juli 2010 in Miami, am 14. Juli 2010 in Albuquerque, am 5. August 2010 in Toronto, am 20. August 2010 in Bristow, am 21. August 2010 in Hershey und am 22. August 2010 in Clarkston erschien Travie McCoy nicht als Vorband, sodass Kesha als einzige im Vorprogramm auftrat.
- Am 22. Juli 2010 in Tucson im AVA-Amphitheater wurden Russian Roulette, Fire Bomb, Rockstar 101, Wonderwall und Take a Bow nicht gespielt. Auch aufgrund des geringen Bühnenbereichs waren das Auto zu Shut Up And Drive, die Gewehr-Requisiten in Te Amo und der weiße Käfig während Don’t Stop the Music und Breakin’ Dishes nicht vorhanden. Kesha ist nicht aufgetreten, so dass es keine Vorgruppe des Tucson-Konzerts gab.
- Am 7., 12., 15., 18., 20., 22. und 28. August 2010, wurde Wonderwall nicht gespielt.
- Am 28. August 2010 in Syracuse, New York, wurden Wonderwall und Rehab nicht gespielt.

## Tourdaten
| Datum               | Stadt            | Land               | Veranstaltungsort                           |
| ------------------- | ---------------- | ------------------ | ------------------------------------------- |
| Europa              |                  |                    |                                             |
| 16. April 2010      | Antwerpen        | Belgien            | Sportpaleis                                 |
| 17. April 2010      | Arnheim          | Niederlande        | GelreDome XS                                |
| 19. April 2010      | Zürich           | Schweiz            | Hallenstadion                               |
| 20. April 2010      | Lyon             | Frankreich         | Halle Tony Garnier                          |
| 21. April 2010      | Marseille        | Frankreich         | Le Dôme de Marseille                        |
| 23. April 2010      | Frankfurt        | Deutschland        | Festhalle                                   |
| 25. April 2010      | Oberhausen       | Deutschland        | König-Pilsener-Arena                        |
| 27. April 2010      | Genf             | Schweiz            | SEG Geneva Arena                            |
| 28. April 2010      | Paris            | Frankreich         | Palais Omnisports de Paris-Bercy            |
| 1. Mai 2010         | Hamburg          | Deutschland        | O2 World Hamburg                            |
| 2. Mai 2010         | Berlin           | Deutschland        | O2 World                                    |
| 4. Mai 2010         | Esch-sur-Alzette | Luxemburg          | Rockhal                                     |
| 7. Mai 2010         | Birmingham       | England            | LG Arena                                    |
| 8. Mai 2010         | Liverpool        | England            | Echo Arena                                  |
| 10. Mai 2010        | London           | England            | Die O2                                      |
| 11. Mai 2010        | London           | England            | Die O2                                      |
| 13. Mai 2010        | Sheffield        | England            | Sheffield Arena                             |
| 14. Mai 2010        | Nottingham       | England            | Trent FM Arena Nottingham                   |
| 16. Mai 2010        | Manchester       | England            | Manchester Evening News Arena               |
| 17. Mai 2010        | Newcastle        | England            | Metro Radio Arena                           |
| 19. Mai 2010        | Glasgow          | Schottland         | Scottish Exhibition and Conference Centre   |
| 20. Mai 2010        | Glasgow          | Schottland         | Scottish Exhibition and Conference Centre   |
| 22. Mai 2010        | Dublin           | Irland             | Die O2                                      |
| 23. Mai 2010 (A)    | Bangor           | Wales              | Vaynol Estate                               |
| 24. Mai 2010        | Belfast          | Nordirland         | Odyssey Arena                               |
| 26. Mai 2010        | Dublin           | Irland             | Die O2                                      |
| Asien               |                  |                    |                                             |
| 30. Mai 2010        | Tel Aviv         | Israel             | Bloomfield-Stadion                          |
| Europa              |                  |                    |                                             |
| 1. Juni 2010        | Athen            | Griechenland       | Karaiskakis-Stadion                         |
| 3. Juni 2010        | Istanbul         | Türkei             | Turkcell Kurucesme Arena                    |
| 5. Juni 2010 (B)    | Madrid           | Spanien            | Arganda del Rey                             |
| 6. Juni 2010 (C)    | London           | England            | Wembley-Stadion                             |
| Nordamerika         |                  |                    |                                             |
| 4. Juli 2010        | Vancouver        | Kanada             | General Motors Place                        |
| 5. Juli 2010        | Penticton        | Kanada             | South Okanagan Events Centre                |
| 6. Juli 2010        | Calgary          | Kanada             | Pengrowth Saddledome                        |
| 9. Juli 2010        | Sacramento       | Vereinigte Staaten | ARCO Arena                                  |
| 10. Juli 2010       | Mountain View    | Vereinigte Staaten | Shoreline Amphitheatre                      |
| 14. Juli 2010       | Albuquerque      | Vereinigte Staaten | Der Pavillon                                |
| 17. Juli 2010       | Las Vegas        | Vereinigte Staaten | Mandalay Bay Events Center                  |
| 18. Juli 2010       | Anaheim          | Vereinigte Staaten | Honda Center                                |
| 21. Juli 2010       | Los Angeles      | Vereinigte Staaten | Staples Center                              |
| 22. Juli 2010       | Tucson           | Vereinigte Staaten | AVA Amphitheater                            |
| 24. Juli 2010       | Laredo           | Vereinigte Staaten | Laredo Energie Arena                        |
| 25. Juli 2010       | San Antonio      | Vereinigte Staaten | AT & T Center                               |
| 30. Juli 2010       | Tampa            | Vereinigte Staaten | 1-800-ASK-GARY Amphitheater                 |
| 31. Juli 2010       | Miami            | Vereinigte Staaten | American Airlines Arena                     |
| 5. August 2010      | Toronto          | Kanada             | Molson Amphitheatre                         |
| 7. August 2010      | Montreal         | Kanada             | Bell Centre                                 |
| 8. August 2010      | Mansfield        | Vereinigte Staaten | Comcast Center                              |
| 11. August 2010     | Uncasville       | Vereinigte Staaten | Mohegan Sun Arena                           |
| 12. August 2010     | New York City    | Vereinigte Staaten | Madison Square Garden                       |
| 14. August 2010     | Atlantic City    | Vereinigte Staaten | Borgata Events Center                       |
| 15. August 2010     | Wantagh          | Vereinigte Staaten | Nikon in Jones Beach Theater                |
| 18. August 2010     | Camden           | Vereinigte Staaten | Susquehanna Bank Center                     |
| 20. August 2010     | Bristow          | Vereinigte Staaten | Jiffy Lube Live                             |
| 21. August 2010     | Hershey          | Vereinigte Staaten | Hersheypark Stadion                         |
| 22. August 2010     | Clarkston        | Vereinigte Staaten | DTE Energy Music Theatre                    |
| 25. August 2010     | Chicago          | Vereinigte Staaten | United Center                               |
| 28. August 2010 (D) | Syracuse         | Vereinigte Staaten | Mohegan Sun Tribüne                         |
| Australien          |                  |                    |                                             |
| 25. Februar 2011    | Brisbane         | Australien         | Brisbane Entertainment Centre               |
| 26. Februar 2011    | Gold Coast       | Australien         | Gold Coast Convention and Exhibition Centre |
| 28. Februar 2011    | Newcastle        | Australien         | Newcastle Entertainment Centre              |
| 4. März 2011        | Sydney           | Australien         | Acer Arena                                  |
| 5. März 2011        | Sydney           | Australien         | Acer Arena                                  |
| 7. März 2011        | Melbourne        | Australien         | Rod Laver Arena                             |
| 8. März 2011        | Melbourne        | Australien         | Rod Laver Arena                             |
| 10. März 2011       | Adelaide         | Australien         | Adelaide Entertainment Centre               |
| 12. März 2011       | Perth            | Australien         | Burswood Dome                               |

Musikfestivals und andere verschiedene Aufführungen
(A) Dieses Konzert war Teil des „Radio 1’s Big Weekend Music Festival“.
(B) Dieses Konzert war Teil des „Rock in Rio Madrid 2010“ Festival.
(C) Dieses Konzert war Teil des „Capital FM's Summertime Ball“.
(D) Dieses Konzert war Teil des „Great New York State Fair“.
Gestrichene und Umgelegte Konzerte
| 2. Juli 2010   | Auburn, Washington          | White River Amphitheatre      | Gestrichen                                                                |
| 12. Juli 2010  | West Valley City, Utah      | USANA Amphitheatre            | Gestrichen. Dieses Konzert war geplant als Teil des Lilith Fair           |
| 15. Juli 2010  | Greenwood Village, Colorado | Comfort Dental Amphitheatre   | Gestrichen                                                                |
| 22. Juli 2010  | Phoenix, Arizona            | Cricket Wireless Pavilion     | Dieses Konzert wurde in das AVA Amphitheater in Tucson, Arizona umgelegt. |
| 24. Juli 2010  | Dallas, Texas               | Superpages.com Center         | Dieses Konzert wurde in die Laredo Energy Arena, Laredo, Texas umgelegt.  |
| 28. Juli 2010  | Atlanta, Georgia            | Philips Arena                 | Gestrichen                                                                |
| 3. August 2010 | Noblesville, Indiana        | Verizon Wireless Music Center | Gestrichen                                                                |

### Verkaufsdaten
| Veranstaltungsort                | Stadt         | Eintrittskarten Verkauft / Verfügbar | Bruttoumsatz |
| -------------------------------- | ------------- | ------------------------------------ | ------------ |
| Sportpaleis                      | Antwerp       | 15,653 / 15,862 (99 %)               | $889,266     |
| Palais Omnisports de Paris-Bercy | Paris         | 15,733 / 16,348 (96 %)               | $1,184,640   |
| O2 World Hamburg                 | Hamburg       | 7,927 / 11,589 (68 %)                | $586,496     |
| LG Arena                         | Birmingham    | 12,909 / 14,998 (86 %)               | $812,909     |
| Echo Arena                       | Liverpool     | 10,581 / 10,581 (100 %)              | $654,120     |
| The O2                           | London        | 30,813 / 33,018 (93 %)               | $1,905,800   |
| Sheffield Arena                  | Sheffield     | 8,091 / 10,140 (80 %)                | $506,019     |
| Trent FM Arena Nottingham        | Nottingham    | 8,022 / 9,567 (84 %)                 | $496,754     |
| Manchester Evening New Arena     | Manchester    | 12,678 / 13,631 (93 %)               | $773,704     |
| Metro Radio Arena                | Newcastle     | 8,258 / 9,757 (85 %)                 | $503,928     |
| The O2                           | Dublin        | 21,535 / 24,078 (89 %)               | $1,198,040   |
| Odyssey Arena                    | Belfast       | 9,286 / 9,286 (100 %)                | $529,312     |
| Staples Center                   | Los Angeles   | 19,992 / 19,992 (100 %)              | $1,359,456   |
| Bell Centre                      | Montreal      | 10,778 / 10,778 (100 %)              | $785,707     |
| Madison Square Garden            | New York City | 14,331 / 14,331 (100 %)              | $1,271,547   |
| Hersheypark Stadium              | Hershey       | 11,400 / 14,567 (78 %)               | $469,285     |
| DTE Energy Music Theatre         | Clarkston     | 14,381 / 14,381 (100 %)              | $535,276     |
| Brisbane Entertainment Centre    | Brisbane      | 10,788 / 11,168 (97 %)               | $1,415,830   |
| Newcastle Entertainment Centre   | Newcastle     | 6,505 / 7,243 (78 %)                 | $783,748     |
| Acer Arena                       | Sydney        | 22,406 / 22,406 (100 %)              | $2,929,180   |
| Rod Laver Arena                  | Melbourne     | 23,090 / 23,650 (98 %)               | $2,672,630   |
| TOTAL                            | TOTAL         | 275,165 / 297,379 (92 %)             | $20,904,191  |

## Kritik

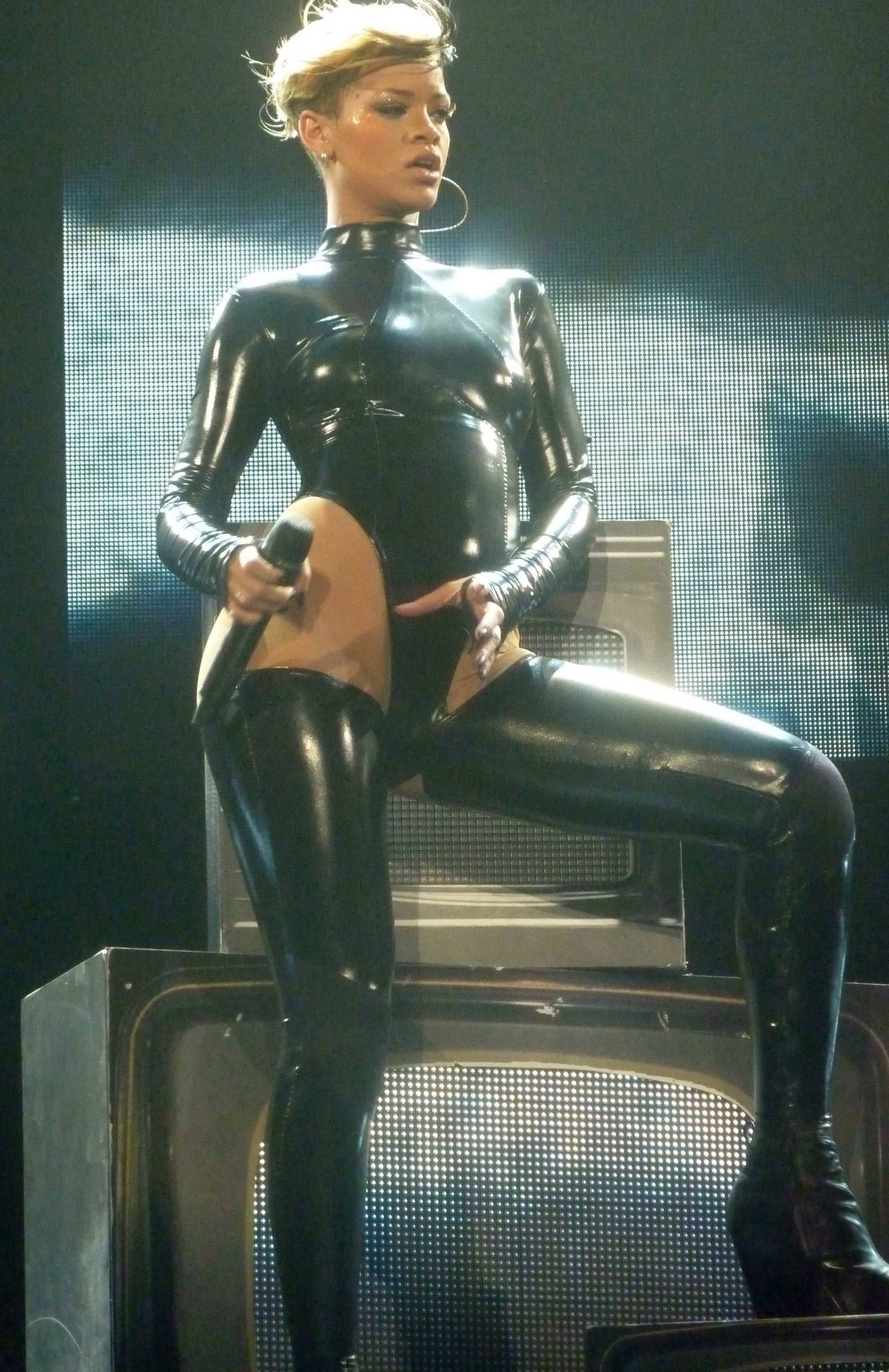
Rihanna singt ihren Song Rockstar 101.

- The Telegraph schrieb: „Am Eröffnungsabend des britischen Teils ihrer Welt-Tournee…. begann (sie) mit der mörderischen Pop-Rock Ballade Russian Roulette. Begleitet von brennenden, nackten Schaufensterpuppen auf der Leinwand. Beim zweiten Lied legte sie den größten Teil ihrer Kleidung ab und tanzte auf dem Gewehrlauf eines lebensgroßen rosa Panzers, während eine halbnackte Militär-Tanzgruppe ihre Gewehre herumwirbelten. Sex, Gewalt und Pyrotechnik (einschließlich Großbild-Atompilz der die Brandstifter zu Fire Bomb begleitete) waren die Themen des Abends. […] Rihanna hat einen Abend voller Hits abgeliefert … Mit aufschlussreichen Kostümen, anzüglichen Tanzeinlagen, auffälligen Requisiten und Sci-Fi-Bildschirmen konnte die Show ebenso punkten. […] Ihre jungen, überwiegenden weiblichen Fans lieben Rihanna und waren voller Energie. Die Chance, Sex und Gewalt zu verbinden, könnte für ein effektives 21. Jahrhundert-Blockbuster-Entertainment reichen.“[57]
- BBC Radio 1 sagte: „Die 22-Jährige trug zum Auftakt der Show in der Hauptstadt Großbritanniens in der 02 Arena ein bodenlanges schwarzes Kleid mit rotblinkenden Lichtern, dabei begann sie mit der letztjährigen Single Russian Roulette. […] Die meisten Zuschauer erschienen von der Show beeindruckt zu sein. […] Das Konzert endete mit dem größten Hit des Stars, Umbrella. Die Nummer konnte sich 2007 10 Wochen lang an der Spitze der Britischen Single Charts halten.“[58]
- Der Mirror schrieb: „Zum Auftakt der Last Girl on Earth Tour, mit dem Thema, Rihanna als den letzten Menschen darzustellen, stürzte sie sich in eine feurige Russian-Roulette-Performance. […] Es gab keinerlei Ausdruck in ihrem Gesicht. Sie ist bereit, ihr Spiel zu spielen und zu kämpfen.“[59]
- Mikael Wood vom Rolling Stone besuchte das Konzert in Los Angeles und sagte, dass Rihanna die Aufmerksamkeit der Zuschauer erreicht. In einem fast zweistündigen Konzert voller Kostümwechsel, Video-Bits und komplizierter Requisiten […].[60]
- Clay Clane von Black Entertainment Television sagte über die Show: „Es mag Zweifel geben, aber Rihanna bewies, dass sie die Star Power zu einer Show für fast zwei Stunden hat. […] Rihanna kann singen, und es gab keine Anzeichen von Playback. Rihanna hat nie gesagt, sie sei Whitney Houston, und obwohl sie nicht über einen massiven Stimmumfang verfügt, benutzt sie ihre Stimme gut klingend, wie ihre Aufnahmen zeigen und schmetterte ein paar Töne, die ich noch zuvor noch nie von ihr gehört habe.“[61]
- Die New York Post meinte: „Rihanna ist eine Traumfrau, die das Konzert zu einem lebhaften Feuerwerk gestaltete, ein Arsenal von Waffen-Requisiten und ein Programm, das gemeinsam die sprudelnde Tanzwelt des Pop und Rock aufmischt. Der härtere Geschmack von ihrer jüngsten Platte Rated R ist vertreten. Der Eröffnungssong war die Ballade Russian Roulette. Der letzte Song war ihr Megahit, Umbrella. Rihanna war elektrisierend mit einer Leistung, die sehr aggressiv dargeboten wurde.“[62]

## Personal
| Management Rebel One, LLC: - Marc Jordan - Christa Shaub - Ian McEvily - Mecia Hollar - Zsuzsa Cook - Ali DiEmidio - Gina Pappera-Ewing Creative Direction - Jamie King (Show Direction/Staging) - Rihanna (Show Direction/Staging/Creative Director) - Carla Kama (Assistant to Show Direction) - Simon Henwood (Creative Director) - Tee Lapan, Fannie Schiavoni (Assistent des Creative Director) - Tina Landon (Choreograf) - Jason Myhre (Assistent des Choreografen) - Tanisha Scott (Choreograf) - DonDraico Johnson, Jose Ramos (Assistent des Choreografen) - Dreya Weber (Aerial Choreograf) - Alfred Kendrick (Capoeira Consultant) - Gemma Nguyen (Martial Art Consultant) Tänzer - Chase Benz (Dance Captain) - Reina Hidalgo (Aerial Captain) - Whyley Yoschimura (Swing Dancer) - Tracy Shibata - Bryan Tanaka - Khasan Brailsford - Oren Michaeli Stylisten und Assistenten - Mariel Haenn (Stylist) - Robert Zangardi (Stylist) - Ursula Stephen (Hair) - Karin Darnell and Maylah Morales (Makeup) - Jennifer Rosales (Rihanna’s Personal Assistant) | Band - Tony Bruno (Musikalischer Leiter) - Eric Smith (Bass) - Nuno Bettencourt (Leadgitarre) - Adam Ross (Gitarre) - Chris Johnson (Schlagzeug) - Kevin Hastings (Keyboards) - Hannah Vasanth (Keyboards) Backgroundsängerinnen - Ashleigh Haney - Kim Ince Produktionsteam - Chris Lamb (Production tour Director) - Vicki Huxel (Production Assistant) - TJ Thompson (Stage Manager) - Thomas Reitz (Tour Manager) - Jean Paul Firmin (Road Manager) - Mark Aurelio (Acountant) - Ted Schroeder (Head Carpenter & Hydraulics) - Patrick Harbin (Carpenter/Hydraulics) - Joe Bodner, Jason De Leu, Bobby Marshall, Aaron Broderick (Carpenter) - Jorge Guadalupe (Show Call Manager/Carpenter) - Chris Achzet (Drum Tech) - Tommy Simpson, David Barrera (Guitar Tech) - Nikolaos Hatziefstathiou (Production Management) - Dan Roe (Keyboard Tech) - Ian Tucker (Lighting Crew Chief) - Jesse Blevins (Lighting Director) - Chris Sabelleck, Todd Erickson, Kris Lundberg, Todd Erickson (Lighting Tech) Catering - Jack Downing (Rihannas Chefkoch) - Fancky Boullet - Charles Amos - Kelvyn Mackenzie - Marcus Jones - Scott Findlay - Renette Cronje |